# Victor Schütze
Viktor Schütze, nemški pomorski častnik, kapitan in podmorniški as, * 16. februar 1906, Kiel, † 23. september 1950, Frankfurt na Majni.

## Življenjepis
Aprila 1925 je Schütze vstopil v vojno mornarico; sprva je nekaj let služil na različnih torpedovkah, nakar je bil oktobra 1935 premeščen k novo ustanovljeni podmorniški floti.
Skoraj dve leti je nato poveljeval podmornici U-19 (podmornica tipa IIB), do 30. septembra 1937.
Oktobra 1937 je bil premeščen na rušilce; do maja 1938 je bil v 5. diviziji rušilcev, nato pa je bil premeščen v oddelek za razvedrilo 3. diviziona rušilcev. Junija 1938 je postal prvi častnik na rušilcu Z-15 Erich Steinbrinck.
Avgusta 1938 je bil premeščen nazaj k podmorničarjem, kjer je prevzel poveljstvo podmornice U-11.
Svoje prve uspehe je doživel na Severnem Atlantiku, nato pa je januarja in februarja 1940 deloval s svojo podmornico U-25 v Biskajskem zalivu in vzdolž portugalske obale.
Julija 1940 je prevzel poveljstvo nad novo U-103, s katero je napadal ladijske konvoje v atlantskih in afriških vodah. Avgusta 1941 je bil imenovan za poveljnika 2. flotilje, ki je bila nameščena v Lorientu, (Francija). 
Od marca 1943 do konca druge svetovne vojne je bil poveljnik šolskih flotilj v Gotenhafnu, kjer je bil zadolžen za vse šolske flotilje v Baltiku.
Maja 1945 je bil imenovan za poveljnika pomorskega okrožja Flensburg-Kappeln.
Marca 1946 je bil izpuščen iz vojnega ujetništva, a je umrl že leta 1950, star le 44 let.

## Napredovanja
- Seekadett (16. november 1925)
- Fähnrich zur See (1. april 1927)
- Oberfähnrich zur See (1. junij 1928)
- pomorski poročnik (1. oktober 1929)
- pomorski nadporočnik (1. julij 1931)
- Kapitänleutnant (1. oktober 1935)
- Kapitan korvete (1. februar 1940)
- Kapitan fregate (1. marec 1943)
- Kapitan (1. marec 1944)

## Odlikovanja
- 1939 železni križec II. razreda (13. oktober 1939)
- 1939 železni križec I. razreda (21. februar 1940)
- viteški križ železnega križa (11. december 1940)
- viteški križ železnega križa s hrastovimi listi (23. prejemnik, 14. julij 1941)
- španski Mornariški zaslužni križec v belem (21. avgust 1939)
- italijanski Vojni križec z meči (1. november 1941)
- vojni zaslužni križec II. razreda z meči (1. marec 1944)
- vojni zaslužni križec I. razreda z meči (1. november 1944)

## Poveljstva podmornic
| Podmornica | Trajanje                             | Vojne patrulje | Dni na morju |
| U-19       | 16. januar 1936 – 30. september 1937 | /              | /            |
| U-11       | 13. avgust 1938 – 4. september 1939  | /              | /            |
| U-25       | 5. september 1939 – 19. maj 1940     | 3              | 102          |
| U-103      | 5. julij 1940 – 12. avgust 1941      | 4              | 197          |

## Podmorniški dosežki
- potopljenih 35 ladij (skupaj 180.073 BRT)
- poškodovani 2 ladji (skupaj 14.213 BRT)